# フクロモモンガ科
フクロモモンガ科（Petauridae）は、哺乳綱双前歯目に属する科の1つ。リングテイル科やフクロミツスイ科、Acrobatidaeとともにフクロモモンガ上科を形成している。

## 分布
インドネシア（ニューギニア島）、オーストラリア、パプアニューギニア（ニューギニア島）

## 形態
非常に大きく下部の前部門歯および4咬頭性大臼歯がある。

## 生態
フクロモモンガ属は雑食で、樹液や果汁を好物としているが、補給する食性はバラエティーに富んでいる。フクロモモンガ属はオーストラリアの開かれた森林の中で進化したと見られ、飛膜は不完全な林冠（途切れた樹木間）や、小さな雨林などの場で機動性を発揮する。しかし現在ニューギニアや、近隣の多くの小島に生息する。生物学的には別系統にあるムササビとの外観上の類似性は、収斂進化によるものである。
フクロシマリス属は、ニューギニアで進化したと考えられ、唯一のオーストラリア種(ヨーク岬のフクロシマリス)はニューギニアから分布を広げたものである。この属は昆虫捕食者であり、昆虫を捕らえるための特性を有している。踵のような構造をした手首で、昆虫の幼虫の居る木を叩く。そして彼らは掘り進み、捕獲用の第4指を使ってそれらを得る。

## 分類
フクロシマリス属　Dactylopsila
- Dactylopsila megalura　オナガフクロシマリス　Great-tailed triok
- Dactylopsila palpator　ユビナガフクロシマリス　Long-fingered triok
- Dactylopsila tatei　ファーガソンフクロシマリス　Tate's triok
- Dactylopsila trivirgata　フクロシマリス　Striped Possum

フクロモモンガダマシ属　Gymnobelideus
- Gymnobelideus leadbeateri　フクロモモンガダマシ　Leadbeater's possum

フクロモモンガ属　Petaurus
- Petaurus abidi　パプアフクロモモンガ　Northern glider
- Petaurus australis　オオフクロモモンガ　Yellow-bellied glider
- Petaurus biacensis　ビアクフクロモモンガ　Biak glider
- Petaurus breviceps　フクロモモンガ　Sugar glider
- Petaurus gracilis　マホガニーフクロモモンガ　Mahogany glider
- Petaurus norfolcensis　オブトフクロモモンガ　Squirrel glider